# Веци Портио
Веци Портио (итал. Vezzi Portio) је насеље у Италији у округу Савона, региону Лигурија.
Према процени из 2011. у насељу је живело 690 становника. Насеље се налази на надморској висини од 327 м.

## Становништво
| 1931. | 1936. | 1951. | 1961. | 1971. | 1981. | 1991. | 2001. | 2011. |
| ----- | ----- | ----- | ----- | ----- | ----- | ----- | ----- | ----- |
| 707   | 695   | 582   | 492   | 426   | 501   | 544   | 690   | 810   |